# Ахамкара
Ахамкара (аханкара; санскр. अहंकार, IAST: Ahaṃkāra) — санскритский термин, которым называют эго, чувство «я», представление о собственном «я», самосознание. В философии индуизма является одной из концепций школы санкхья. Впервые встречается в Упанишадах: «Чхандогье» и «Прашне». В «Прашна-упанишаде» ахамкара описывается как одна из четырёх антахкаран («внутренних инструментов»), наряду с буддхи, читта и манас. «Чхандогья-упанишада» говорит об ахамкаре как о самосознании, утверждая, что те, кто не способны отличить атман от тела, отождествляют своё эго (ахамкару) с материальным телом.
В «Сиддха-сиддханта-паддхати» перечисляются следующие проявления ахамкары:
- абхимана — чувство самости, эго;
- мадия — осознание тела, чувств и мыслей как собственных;
- мама-сукха — идея собственного счастья;
- мама-дукха — идея собственного несчастья;
- мама-ида — чувство единоличного владения чем-либо.